# Joanne Johnson
Joanne S. Johnson (nacida en 1977, Birmingham, de soltera Garner) es una geóloga y científica antártica, que ha trabajado para British Antarctic Survey (BAS) desde 2002. Trabaja en el equipo de paleoecología, placas de hielo y cambio climático y es conocida por su trabajo en el movimiento de glaciares. La Johnson Mesa en la isla James Ross, Antártida, lleva su nombre en su honor.

## Biografía
Johnson decidió seguir una carrera científica después de estudiar ciencias en King Edward VI High School for Girls durante su adolescencia. En 1998, obtuvo una bachiller universitario en Ciencias, licenciatura en Geología (primera clase) de la Universidad de Durham, donde fue alumna del Hatfield College, de Durham. Luego pasó a completar un doctorado en 2002, supervisado por Sally A. Gibson en Clare College, Cambridge, con una tesis sobre el magmatismo del campo volcánico de Vitim, en la zona de Baikal Rift, Siberia. La investigación consistió en utilizar las características geoquímicas de la lava para estudiar la composición y el grosor de la litosfera en la zona de Rikal Baikal de Siberia, y mejorar la comprensión del régimen de fusión debajo de la región durante el Cenozoico.

## Carrera e investigación
Después de su doctorado, Johnson comenzó a trabajar en el British Antarctic Survey (BAS).  El primer proyecto en el que trabajó (2002–2005) fue un análisis del origen e implicaciones de los minerales auténticos de alteración en las rocas volcánicas de la isla James Ross. En el período 2005–2009, trabajó en el programa QWAD (Cuaternary West Antarctic Deglaciation), dentro del programa GRADES (Retiro de glaciares en la Antártida y Deglaciación del Sistema de la Tierra) en el BAS, reconstruyendo la historia del adelgazamiento cuaternario del glaciar Pine Island.  Su trabajo demostró que el glaciar Pine Island disminuyó tan rápidamente hace 8000 años como lo es en la actualidad.
Desde 2015 hasta 2020, Johnson estará trabajando en un proyecto financiado por el Consejo de Investigación del Medio Ambiente Natural (NERC) "Reconstrucción del cambio de la capa de hielo a escala milenaria en el oeste del Mar de Amundsen, Antártida, utilizando datos de exposición de alta precisión", con un equipo del BAS, Imperial College London, Universidad de Durham , Universidad de Columbia  (EE. UU.) y la Universidad Estatal de Pensilvania (EE. UU.).

### Publicaciones
Sus publicaciones incluyen:
- Colaborando en la investigación glacial [10]
- Adelgazamiento rápido del glaciar Pine Island en el Holoceno temprano [7]
- Composiciones de zeolita como proxies para el ambiente paleoambiental eruptivo [6]
- Volcanismo en el campo volcánico de Vitim, Siberia: evidencia geoquímica de una columna de manto debajo de la zona de ruptura de Baikal [5]

### Premios y honores
Johnson recibió el Premio de Leyes del BAS en 2008 y la Universidad de Columbia, Marie Tharp Fellowship para 2010–2011. La beca de tres meses le permitió colaborar con científicos en el Observatorio de la Tierra Lamont-Doherty con los resultados publicados en la revista Science.
En enero de 2007, debido al impacto de su trabajo (que también llevó a un proxy completamente nuevo para reconocer las capas de hielo anteriores mediante la alteración de la química mineral), el Comité de Nombres de Lugar de la Antártida del Reino Unido nombró un elemento en la Isla James Ross. Johnson Mesa, Isla James Ross, Antártida (63 ° 49'40 "S, 57 ° 55'22" W) es una gran montaña volcánica de cima plana al norte de Abernethy Flats, entre Crame Col y Bibby Point en la península de Ulu, Isla James Ross.

## Vida personal
Está casada y tiene dos hijos. Ha hablado sobre los desafíos de ser científica y madre: "Lo más difícil es estar dividida entre sus ambiciones personales y profesionales ... Querer ir a conferencias, pero no querer dejar a tus hijos. Tener que salir del trabajo temprano o dejarlo todo si recibes una llamada telefónica de que ella está enferma. Podría estar en medio de un proceso de pensamiento complicado y debe comenzar de nuevo ".